# Госпођа министарка (филм из 1966)
Госпођа министарка је југословенски телевизијски филм из 1966. године. Режирао га је Здравко Шотра а сценарио је написан по комедији Бранислава Нушића.

## Улоге
| Глумац             | Улога                        |
| ------------------ | ---------------------------- |
| Љубинка Бобић      | Живка Поповић, министарка    |
| Ђорђе Пура         | Ујка Васа                    |
| Милан Пузић        | Чеда, зет                    |
| Мирослава Бобић    | Дара, ћерка (као Мира Бобић) |
| Славка Јеринић     | Рака, син                    |
| Милка Лукић        | Анка, служавка               |
| Мирко Милисављевић | Господин Нинковић            |
| Михајло Викторовић | Пера Калинић                 |
| Милорад Миша Волић | Пера, писар                  |